# ヴァンパイア・イン・ザ・ガーデン
『ヴァンパイア・イン・ザ・ガーデン』（英題：Vampire in the Garden）は、WIT STUDIO制作による日本のオリジナルアニメ作品。2022年5月16日よりNetflixにて全世界独占配信された。
監督は『ハル』や『屍者の帝国』の牧原亮太郎、副監督は『CLAYMORE』の田中洋之、キャラクターデザイン・総作監は『NARUTO -ナルト-』の西尾鉄也が務める。
ヴァンパイアと人間が共に暮らす『楽園』を求めて旅をする人間の少女・モモとヴァンパイアの女王・フィーネを描いた物語。人間とヴァンパイアという異なる種族の争いと相互理解を描いている。
2023年3月、第1回新潟国際アニメーション映画祭の公式作品に選ばれ、上映された。公式作品の中では、日本単独製作作品として唯一の選出。

## あらすじ
100年以上続くヴァンパイアとの戦争に敗れ、地球上のほとんどの居住区を失った人類。生き残った人々は小さな都市に光の壁を築き、身を守りながら生存圏の再拡大を望んでいた。河川や湖は化学薬品で汚染され、市民は貧しい生活を強いられ、常に軍人の監視下にあった。その上、ヴァンパイアが愛する芸術を好むことは"悪"だとされ、それに触れる事さえ許されなかった。そんな抑圧された暮らしから逃げ出したいと願う人間の少女・モモは、ヴァンパイアの女王・フィーネと運命的な出会いを果たす。二人は、かつて存在したというヴァンパイアと人間が共に暮らした『楽園』を探す旅に出る。

## 登場人物
モモ
声 - 潘めぐみ
敵であるヴァンパイアとの共存を願う人間の少女。
フィーネ
声 - 小林ゆう
かつて人間を愛し、戦場から姿を消したヴァンパイアの女王。
アレグロ
声 - 小林千晃
吸血鬼部隊を率いるヴァンパイア。フィーネの幼なじみ。
ノバラ
声 - 深見梨加
軍の司令官。モモの母。
クボ
声 - 東地宏樹
ノバラの兄でモモの叔父。優秀なヴァンパイアハンターで、出奔したモモをつれ戻す任務についている。
イリーシャ
声 - 小澤亜李
ヴァンパイアの少女。

## スタッフ
| 監督・シリーズ構成・脚本・絵コンテ | 牧原亮太郎                   |
| 助監督                             | 田中洋之                     |
| 脚本校正                           | 梅原英司                     |
| キャラクターデザイン・総作画監督   | 西尾鉄也                     |
| メカニックデザイン                 | 曽野由大、細田直人           |
| プロップデザイン                   | 細田直人、石森連             |
| メインアニメーター                 | 工藤大誠、田口愛梨、富田恵美 |
| 美術監督                           | 三宅昌和                     |
| 美術設定                           | 高畠聡、藤井一志             |
| 色彩設計                           | 広瀬いづみ                   |
| 3DCG監督                           | 廣住茂徳                     |
| 撮影監督                           | 田中宏侍                     |
| 編集                               | 肥田文                       |
| 音響監督                           | はたしょう二                 |
| 音楽                               | 池頼広                       |
| 音楽制作                           | 金野沙矢香                   |
| プロデューサー                     | 伊藤整                       |
| アニメーションプロデューサー       | 完戸翔洋                     |
| アニメーション制作                 | WIT STUDIO                   |
| 製作                               | Production I.G               |

## 各話リスト
| 話数 | 演出          | 作画監督                                                                                           | 総作画監督 |
| ---- | ------------- | -------------------------------------------------------------------------------------------------- | ---------- |
| 1    | 田中洋之      | 西尾鉄也                                                                                           | -          |
| 2    | 赤松康裕      | 千葉崇明 富田恵美 工藤大誠 松本幸子                                                                | 西尾鉄也   |
| 3    | 荻原健 手島舞 | 金世俊 荒尾英幸 千葉崇明 山本祐子                                                                  | 西尾鉄也   |
| 4    | 若野哲也      | 工藤大誠 田口愛梨 富田恵美 松本幸子                                                                | 西尾鉄也   |
| 5    | 橋口淳一郎    | 手塚響平 工藤大誠 荒川紗希 田口愛梨 鈴木絵万 折井一雅 西尾鉄也 和田直也 富田恵美 竹花健吾 木村奏絵 | 西尾鉄也   |